# Eishockey-Bayernliga 1981/82
Die Eishockey-Bayernliga 1981/82 wurde unter dem Dach des „Bayerischen Eissportverbandes“ (BEV) organisiert und ist die höchste Spielklasse des Landesverbandes Bayern. Die Bayernliga war nach der Bundesliga, der 2. Bundesliga, Oberliga und Regionalliga eine der fünfthöchsten Spielklassen im deutschen Eishockey.

## Saisonverlauf
Die Eishockey-Bayernliga 1981/82 war die vierzehnte Ausspielung dieser Liga. Meister und Aufsteiger in die Regionalliga Süd 1982/83 wurde der ERSC Amberg. Neben dem Vizemeister ESV Buchloe gehörten auch der EV Pegnitz und EHC 80 Nürnberg zu den Aufsteigern. Einziger Absteiger war der Germering.

### Modus
Die elf Teilnehmer spielten eine Hin- und Rückrunde. Platz eins wurde Bayerischer Meister. Die Plätze eins bis vier waren für die Regionalliga Süd 1982/83 qualifiziert. Der Letztplatzierte war Absteiger in die Landesliga.

## Teilnehmer
Nicht mehr dabei waren die Auf- und Absteiger der Vorsaison. Der TSV Farchant war Absteiger aus der Regionalliga Süd, zog sich aber in die Landesliga zurück.
| - EV Pegnitz - ESV Burgau - ESV Buchloe | - ERSC Amberg - SC Memmingen - ERV Schweinfurt | - EV Berchtesgaden - TSV Erding (Aufsteiger) - SG Moosburg (Aufsteiger) | - EV Germering (Aufsteiger) - EHC 80 Nürnberg (Aufsteiger) |

### Meisterrunde
|    | Mannschaft          | Sp | Tore    | Diff. | Pkte |
| -- | ------------------- | -- | ------- | ----- | ---- |
| 1. | ERSC Amberg         | 20 | 166:80  | +86   | 33   |
| 2. | ESV Buchloe         | 20 | 144:77  | +67   | 32   |
| 3. | EV Pegnitz          | 22 | 118:75  | +43   | 30   |
| 4. | EHC 80 Nürnberg (N) | 20 | 100:71  | +29   | 29   |
| 5. | SC Memmingen        | 20 | 114:112 | +2    | 21   |
| 6. | ESV Burgau          | 20 | 126:117 | +9    | 21   |
| 7. | EV Berchtesgaden    | 20 | 112:97  | +15   | 19   |
| 8. | TSV Erding (N)      | 20 | 76:102  | −26   | 14   |
| 9. | ERV Schweinfurt     | 20 | 67:120  | −53   | 11   |
| 10 | SG Moosburg (N)     | 20 | 61:146  | −95   | 7    |
| 11 | EV Germering (N)    | 20 | 64:151  | −87   | 3    |

- (N) = Neu in der Liga, Aufstiegsrundenteilnehmer = fett gedruckt

 Meister und Aufsteiger  Aufsteiger  Absteiger  für die Bayernliga 1982/83 qualifiziert
- Bayerischer Meister 1981/82 wurde der ERSC Amberg.

## Aufstiegsrunde
An der vom DEB ausgerichteten Aufstiegsrunde zur Regionalliga Süd 1982/83 nahmen Platz drei der bayerischen Meisterschaft und der Baden-Württembergische Meister teil. Die Spiele wurden im Modus best of two ausgetragen.
|                            | Serie | Spiel 1 | Spiel 2 |
| -------------------------- | ----- | ------- | ------- |
| EV Pegnitz – ERC Göppingen | 19-7  | 12:1    | 7:6     |

- Damit war der EV Pegnitz als Sieger der Aufstiegsspiele für die Regionalliga Süd qualifiziert.

Nachdem entschieden wurde, dass die Regionalliga Süd 1982/83 von zehn auf zwölf Teilnehmer aufgestockt werden
soll, konnte auch der ERC Göppingen und Platz vier der Bayernliga nachrücken. Die Plätze eins und zwei der
Bayernliga waren bereits qualifiziert.